# 白糸ハイランドウェイ
白糸ハイランドウェイ(しらいとハイランドウェイ)は、長野県北佐久郡軽井沢町に所在する一般自動車道である有料道路およびその管理運営会社。歩行・自転車・125㏄以下のバイクは通行できない。

## 概要
途中に観光名所の白糸の滝があり、道路名もそれにちなむ。旧軽井沢と国道146号を直接結ぶルートでもある。峰ノ茶屋 - 三笠の通し料金と峰の茶屋 - 小瀬、小瀬 - 三笠の区間料金がある。料金所で途中で引き返して来る旨を係員に申告すれば、区間料金を支払えばよい。
また、信濃路自然歩道が隣接しており（標高差410 m、獲得標高491 m）白糸の滝、竜返しの滝を散策出来るトレッキングコースとなっている。
かつては、全日本ラリー選手権のステージにも使用された未舗装路だった。1989年に発売された講談社のビデオ「ベストモータリング」の特別版「THE疾る! EUNOS ROADSTER」の中にも登場し、当時全日本ツーリングカー選手権を始めとしたモータースポーツの人気選手だった中谷明彦や土屋圭市、粕谷俊二がこの道路でタイムトライアルを行った。改修により現在は全線舗装が完了している。

## 沿革
- 1962年(昭和37年)12月22日 - 自道第173号および建設省長道第88号に基づく一般自動車道事業経営免許を取得[2]。
- 2011年(平成23年)6月30日 - 草軽交通の会社分割により、本道路の権利義務が、株式会社白糸ハイランドウェイへ承継された[2]。